# Tunbaba

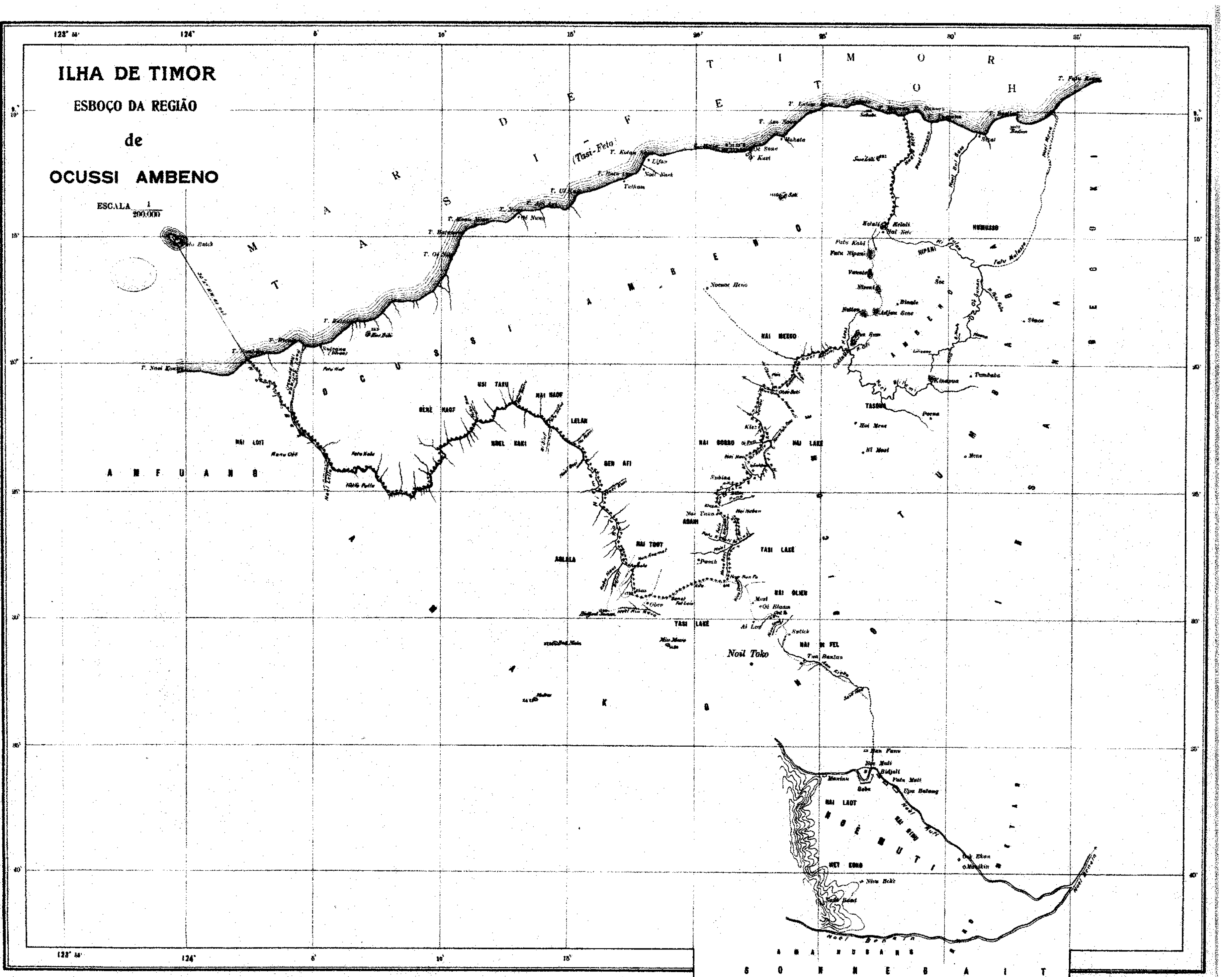
Karte von 1914 mit Tunbaba, östlich von Oe-Cusse Ambeno

Tunbaba war ein traditionelles Reich in Westtimor. Es liegt östlich der osttimoresischen Exklave Oe-Cusse Ambeno. Hauptort war Kaenbaun.
1899 kam es zu bewaffneten Auseinandersetzungen zwischen den Einheimischen aus dem portugiesischen Oe-Cusse Ambeno und jenen aus dem niederländischen Tunbaba, wo es noch reiche Sandelholzvorkommen gab. Die endgültige Grenzziehung zwischen den Kolonialmächten Portugal und Niederlande erfolgte mit den Verträgen von 1904 und 1916.
Heute gehört das Gebiet zum indonesischen Distrikt Ostmiomaffo im Regierungsbezirk (Kabupaten) Nordzentraltimor.
In Taekas (Taikas), einem kleinen Dorf in Tunbaba, wurde 1960 Dominikus Saku geboren, der Bischof von Atambua.